# Oenopota pingelii
Oenopota pingelii är en snäckart som först beskrevs av Moller 1842.  Oenopota pingelii ingår i släktet Oenopota och familjen Mangeliidae. Inga underarter finns listade i Catalogue of Life.